# Gare Union de Toronto
Pour les articles homonymes, voir Union Station.
Ne doit pas être confondu avec Gare Union de Toronto (1873).
La gare Union est une gare ferroviaire majeure et une plaque tournante du transport intermodal à Toronto, en Ontario, au Canada. Elle est située sur Front Street, du côté sud du pâté de maisons délimité par Bay Street et York Street au centre-ville de Toronto. La ville de Toronto est propriétaire du bâtiment de la gare, tandis que l'agence provinciale de transport en commun Metrolinx est propriétaire des quais et des voies. La gare Union est un lieu historique national du Canada depuis 1975,, et une gare ferroviaire patrimoniale depuis 1989. Il est exploité par le Toronto Terminals Railway, une coentreprise du Canadien National et du Canadien Pacifique qui dirige et contrôle le mouvement des trains le long du corridor ferroviaire de la gare Union, le plus grand et le plus achalandé au Canada.
Sa position centrale dans le corridor entre Québec et Windsor, la ligne ferroviaire la plus achalandée du Canada, en plus d'être la plaque tournante du service de trains de banlieue de GO Transit, fait de la gare Union l'installation de transport la plus achalandée du Canada et la troisième gare la plus achalandée en Amérique du Nord (derrière Pennsylvania Station et Grand Central à New York), desservant plus de 300 000 passagers chaque jour. Plus de la moitié de tous les passagers interurbains canadiens et 91 % des passagers des trains de banlieue de Toronto passent par la gare Union.
Via Rail et Amtrak assurent des services de trains interurbains, tandis que GO Transit exploite des services ferroviaires régionaux. La gare est également reliée aux réseaux de métro et de tramway de la Commission de transport de Toronto (TTC) et à sa station de métro éponyme adjacente. Le terminus d'autobus de la gare Union, située au CIBC Square, est relié à la gare Union par une passerelle fermée de 40 mètres au-dessus de Bay Street. Le train Union Pearson Express, qui assure la liaison avec l'aéroport international Pearson de Toronto, dispose d'un quai à quelques pas à l'ouest du bâtiment de la gare principale, accessible par le SkyWalk.

## L'emplacement de la gare

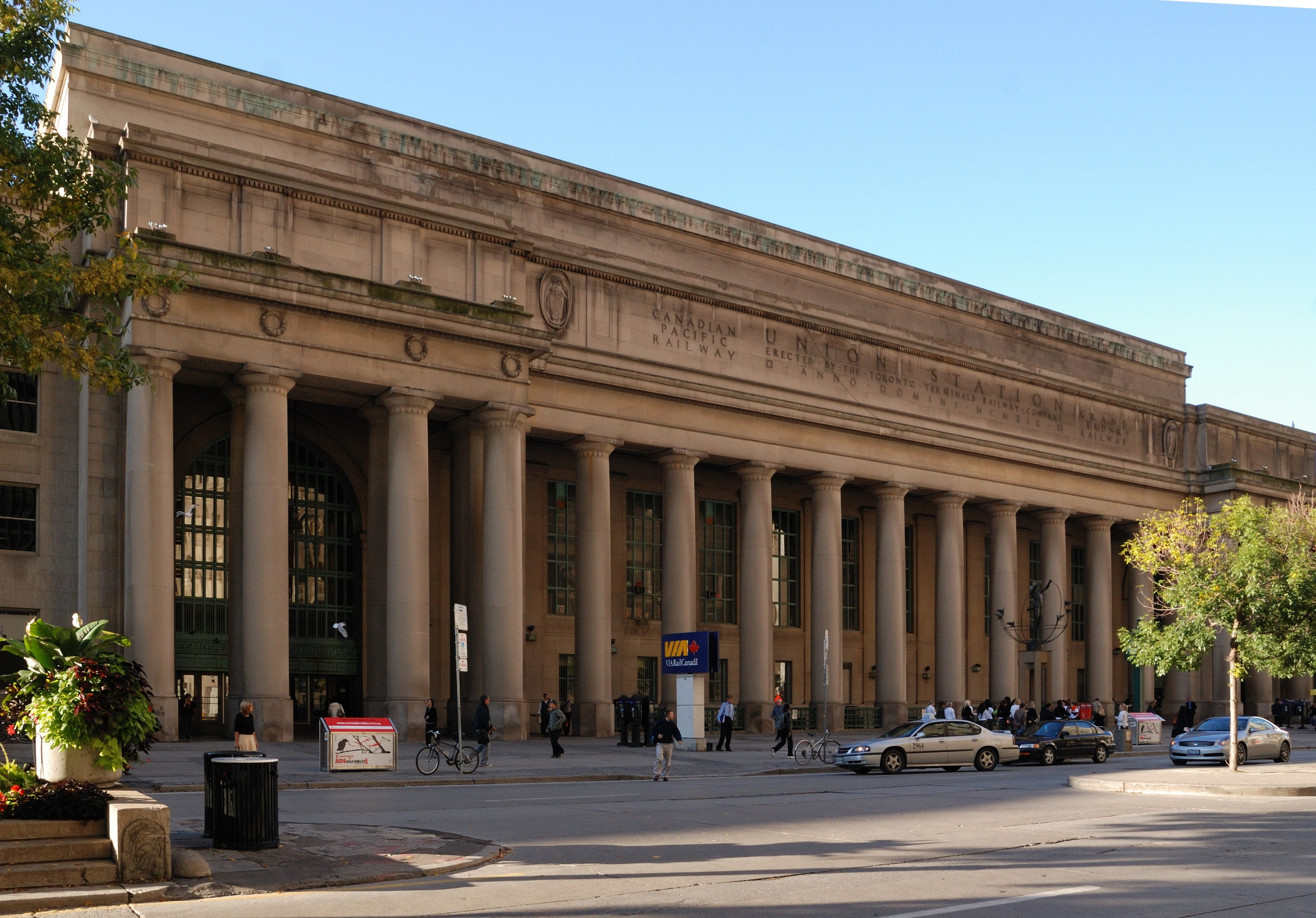
La gare Union est située sur Front Street entre York Street et Bay Street.

La gare Union de Toronto est située au 61 Front Street West, entre Bay Street et York Street dans le quartier financier de Toronto, le quartier des divertissements de Toronto commençant de l'autre côté de Bay Street. Elle se trouve à peu près au centre est-ouest de la ville. Elle est également du lac Ontario, qui marque la limite sud de Toronto. La partie la plus méridionale de la Gardiner Expressway, qui se trouve entre la gare et le lac, permet aux autobus de GO Transit et aux autocars interurbains d'accéder facilement au cœur de la ville. La façade à colonnes et l'entrée principale de la gare Union sont orientées vers le nord, en direction du centre-ville. L'hôtel Fairmont Royal York, un ancien hôtel de chemin de fer, se trouve juste en face de la gare Union, de l'autre côté de Front Street. On peut y accéder depuis la gare à la fois au niveau de la rue et par un passage souterrain appelé PATH. L'édifice public Dominion, un autre bâtiment de la même époque, se trouve juste à l'est de la gare, à l'angle de Front Street et Bay Street.
Les autres grands bâtiments situés près de la gare Union sont la Telus Harbour et la Place Brookfield. Brookfield Place abrite la Allen Lambert Galleria, une voie piétonne de six étages, ainsi que le Temple de la renommée du hockey, qui détient la Coupe Stanley.
La Scotiabank Arena, le Centre Rogers, le Palais des congrès du Toronto métropolitain et la tour CN sont tous à proximité et sont visibles depuis certaines parties de la gare. Comme la gare Union, ces structures ont été construites sur d'anciens terrains ferroviaires. On peut y accéder à toutes ces structures directement de la gare Union par le SkyWalk. Le terrain autour de la Tour CN a été transformé en parc public. La gare sera bientôt reliée par une passerelle PATH du côté est à l'immeuble de condominium Backstage, au coin de l'Esplanade et Yonge Street.

## Structure
La gare Union de Toronto est la gare ferroviaire la plus grande et la plus opulente du Canada. Le cabinet d'architectes montréalais Ross et Macdonald a conçu l'édifice dans le style Beaux-Arts dans le cadre d'une coentreprise entre le Grand Tronc et le Canadien Pacifique, avec l'aide de l'architecte Hugh Jones du CP et de l'architecte John M. Lyle de Toronto. En 1975, la Commission des lieux et monuments historiques du Canada a cité sa conception comme étant «  d'importance architecturale nationale en tant que l'un des meilleurs exemples de conception de gare de style Beaux-Arts au Canada».
Le bâtiment symétrique bilatéral comprend trois parties reliées entre elles et faisant face à Front Street, la structure principale se trouvant au milieu. Ensemble, les trois parties mesurant 229,2 mètres de long et occupent tout le côté sud de l'îlot entre Bay Street à l'est et York Street à l'ouest.

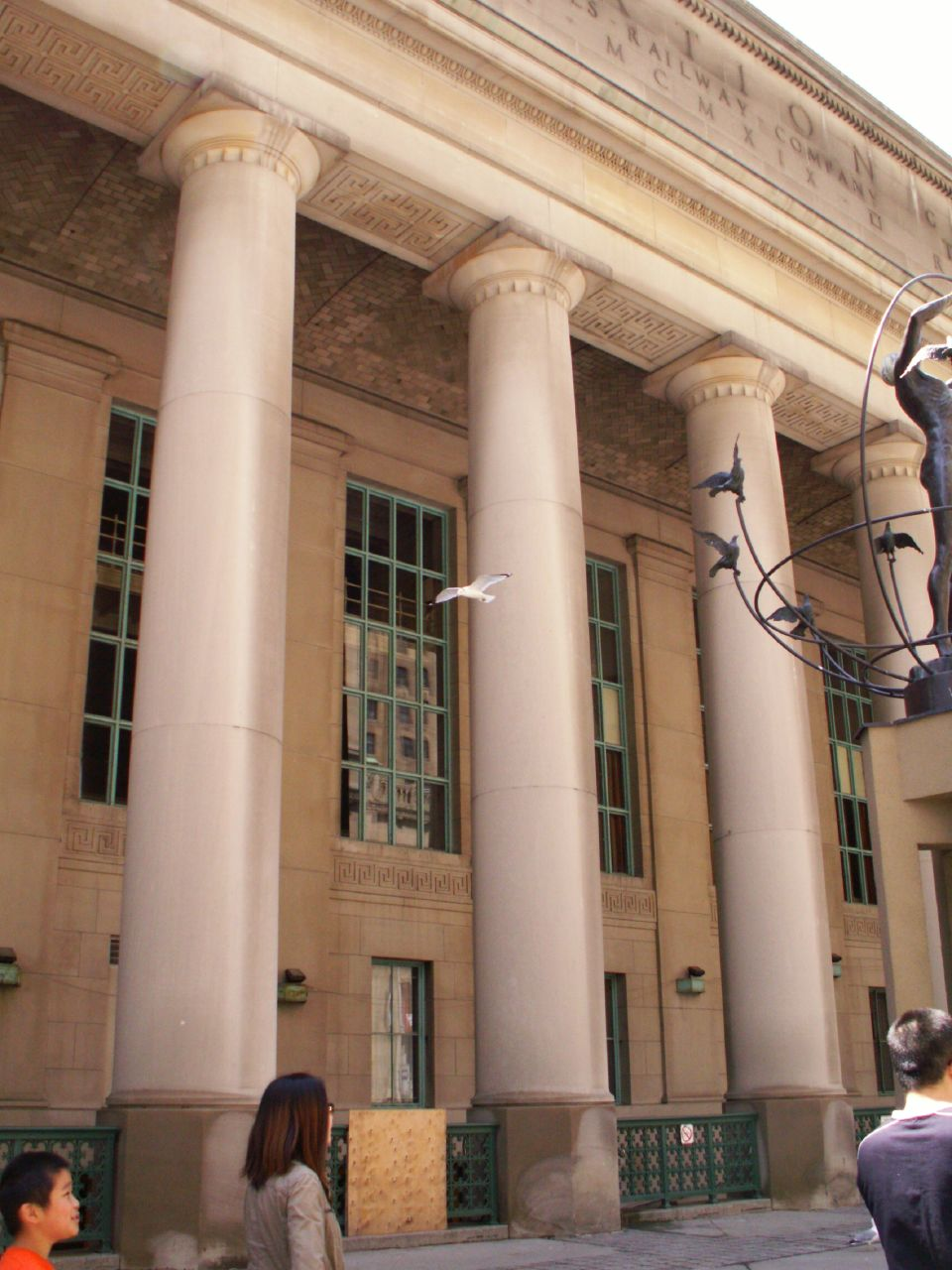
La façade de l'entrée de Front Street comprend 22 loggias à colonnades construits en pierre calcaire.

La façade extérieure de Front Street est disposée selon un motif en pierre de taille, construite en pierre calcaire lisse beige de l'Indiana et de Queenston. La loggia à colonnades qui fait face à Front Street comporte 22 colonnes toscanes romaines équidistantes en pierre calcaire de Bedford, chacune mesurant 12 mètres de haut et pesant 75 tonnes. Quatorze baies de trois étages, chacune avec une fenestration sévèrement délimitée, forment la façade de chaque côté de la colonnade centrale pour un total de 28 baies. Les structures situées à chaque extrémité comportent dix baies supplémentaires. Trois fenêtres rectangulaires remplissent chaque baie, éclairant le hall intérieur d'une lumière naturelle abondante. Cependant, le profil extérieur du bâtiment est dur et plat, avec une ligne de colonnes énormes, une ornementation lourde et une forte symétrie.
L'entrée principale en retrait est encadrée par deux ensembles de quatre colonnes, avec des couronnes en relief sculptées dans l'entablement au-dessus des colonnes. Ces colonnes sont composées de trois segments séparés au sommet d'une plinthe octogonale incongrue, suggérant un ordre ionique ou corinthien. Cependant, le chapiteau est sculpté dans un ordre dorique. Par conséquent, ces colonnes semble être inachevées. Le plan d'origine de ces colonnes n'est pas connu.
Une corniche à denticules enveloppante et un toit en croupe en retrait créent l'illusion d'un toit plat, tout comme un palazzo. De chaque côté de l'entrée principale, un arc aveugle avec une clé de voûte ornementale contient un ensemble de trois portes à cadre en acier, ainsi qu'une grande fenêtre en arc. Des frises décoratives séparent la fenêtre en arc des portes. Lorsque ces éléments de l'entrée sont combinés, ils créent une expérience processionnelle à travers l'entrée vers le grand espace intérieur. L'illusion du toit plat, ainsi que la symétrie axiale, les détails classiques des éléments structurels et décoratifs, l'ornementation lourde et le cadre formel sont typiques du style Beaux-Arts.
La gare a abrité un champ de tir au septième étage de 1927 à 2008. Le champ de tir était exploité pour que « les policiers du Canadien Pacifique et du Canadien National puissent s'exercer au tir. Il a été ensuite ouvert aux membres du public ». Il était connu sous le nom de club de tir de l'Association canadienne des parcs et loisirs (ACPL). La ville a fermé le champ de tir en 2008 comme un geste symbolique de son effort pour réduire la violence armée.

### Grand Hall et hall Via
L'entrée principale s'ouvre sur le hall d'entrée, connu sous le nom du « Grand Hall ». Cette partie de la gare Union s'étend sur toute la longueur de la section principale. Elle mesure 76 mètres de long et 27 mètres de haut à son point le plus haut. Comme la façade extérieure, les matériaux durables tels que le bronze, la pierre calcaire, le marbre, les carreaux et le verre translucide créent un sentiment de qualité durable.

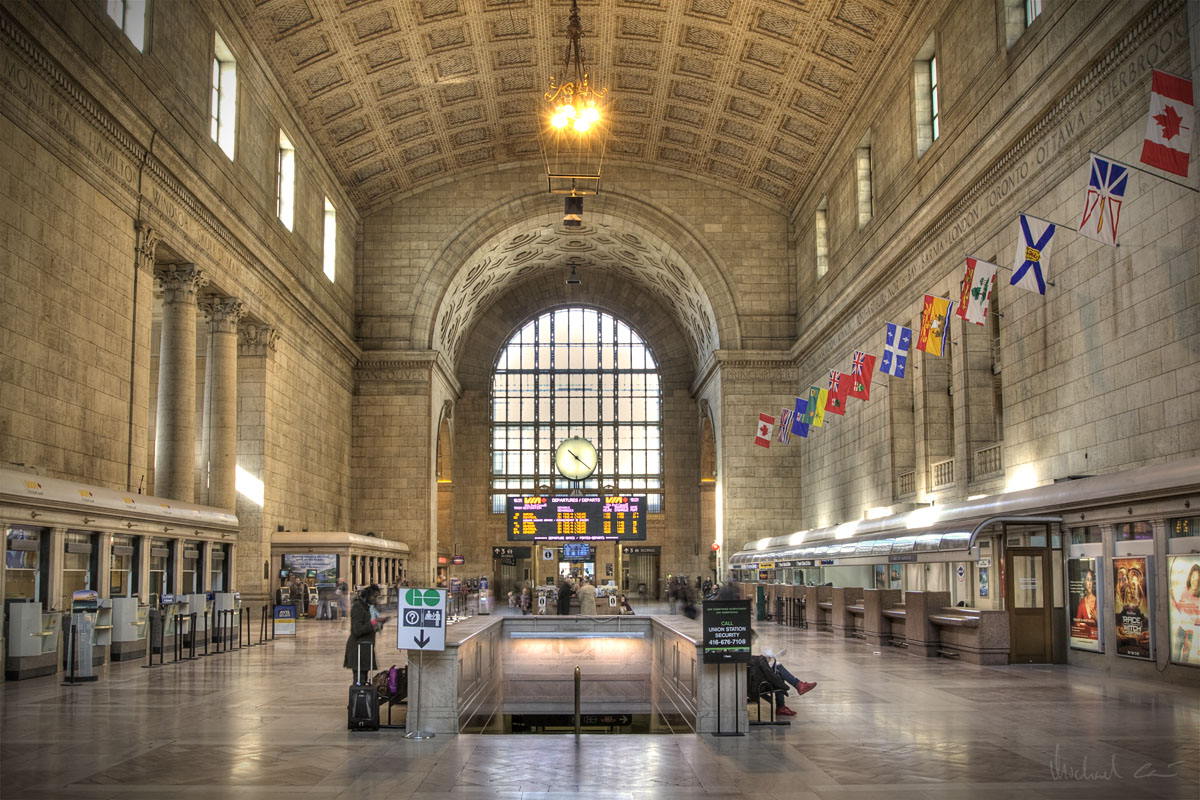
Le hall d'entrée de la gare Union, ou le « Grand Hall », est éclairé par une lumière naturelle diffuse provenant des fenêtres à claire-voie du hall.

L'ensemble de l'espace est éclairé par une lumière naturelle diffuse provenant de fenêtres à claire-voie réfractées dans tout le hall. Chaque extrémité du Grand Hall comporte également des fenêtres cintrées hautes de quatre étages, inspirées de celles des thermes romains.
Le plafond voûté de deux étages, qui donnent l'impression, vu de l'avant, qu'un deuxième bâtiment s'élève derrière la colonnade, est constitué de tuiles Guastavino à caissons. Les murs sont revêtus de pierre Zumbro du Missouri et les sols sont en marbre du Tennessee posé en chevrons. Sous la corniche entournant le « Grand Hall » sont gravés les noms de nombreuses destinations canadiennes, de l'Atlantique à Vancouver, accessible par le Grand Tronc ou le Canadien Pacifique à l'époque de la construction de la gare. Nombre d'entre elles demeurent des destinations sur les routes de Via Rail.
Bien qu'historiquement partagé par de nombreux services différents, le Grand Hall est maintenant occupé principalement par Via Rail, dont les agents fournissent également des services aux passagers d'Amtrak. Le hall abrite les comptoirs des billets et des bagages de Via Rail, le salon de la classe affaires et plusieurs petites affiches, ainsi que la grande horloge de la gare, un bureau d'aide aux voyageurs et le tableau des départs de Via Rail.

### Hall GO et Teamways

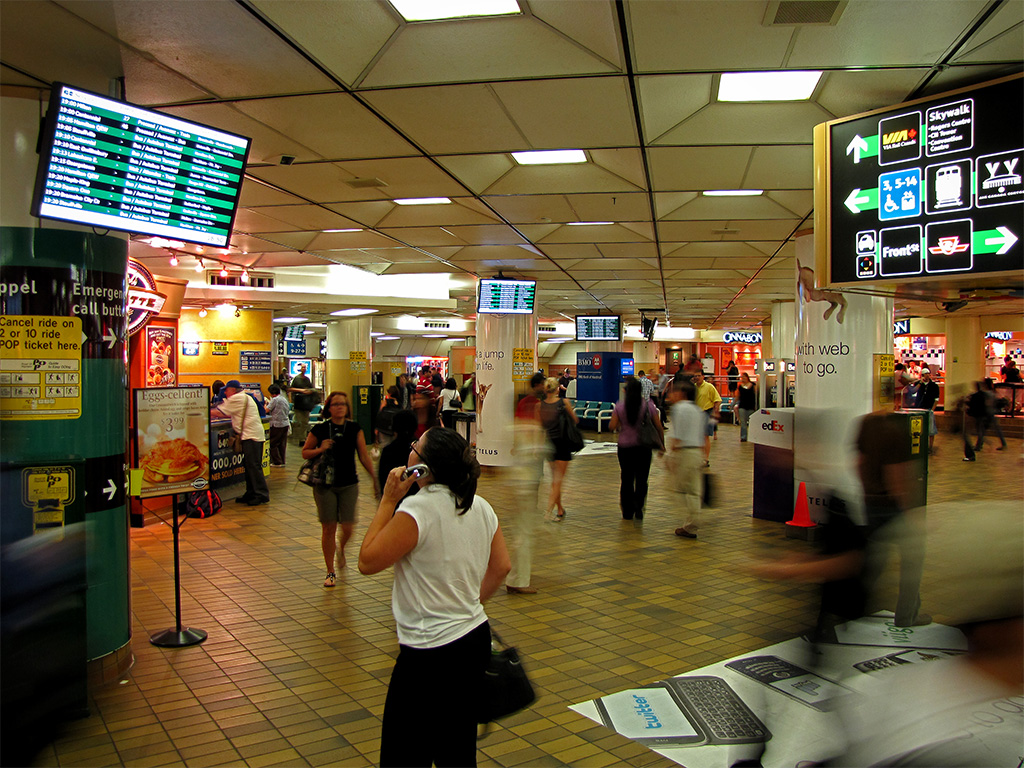
Le hall Bay en 2009 avant rénovation

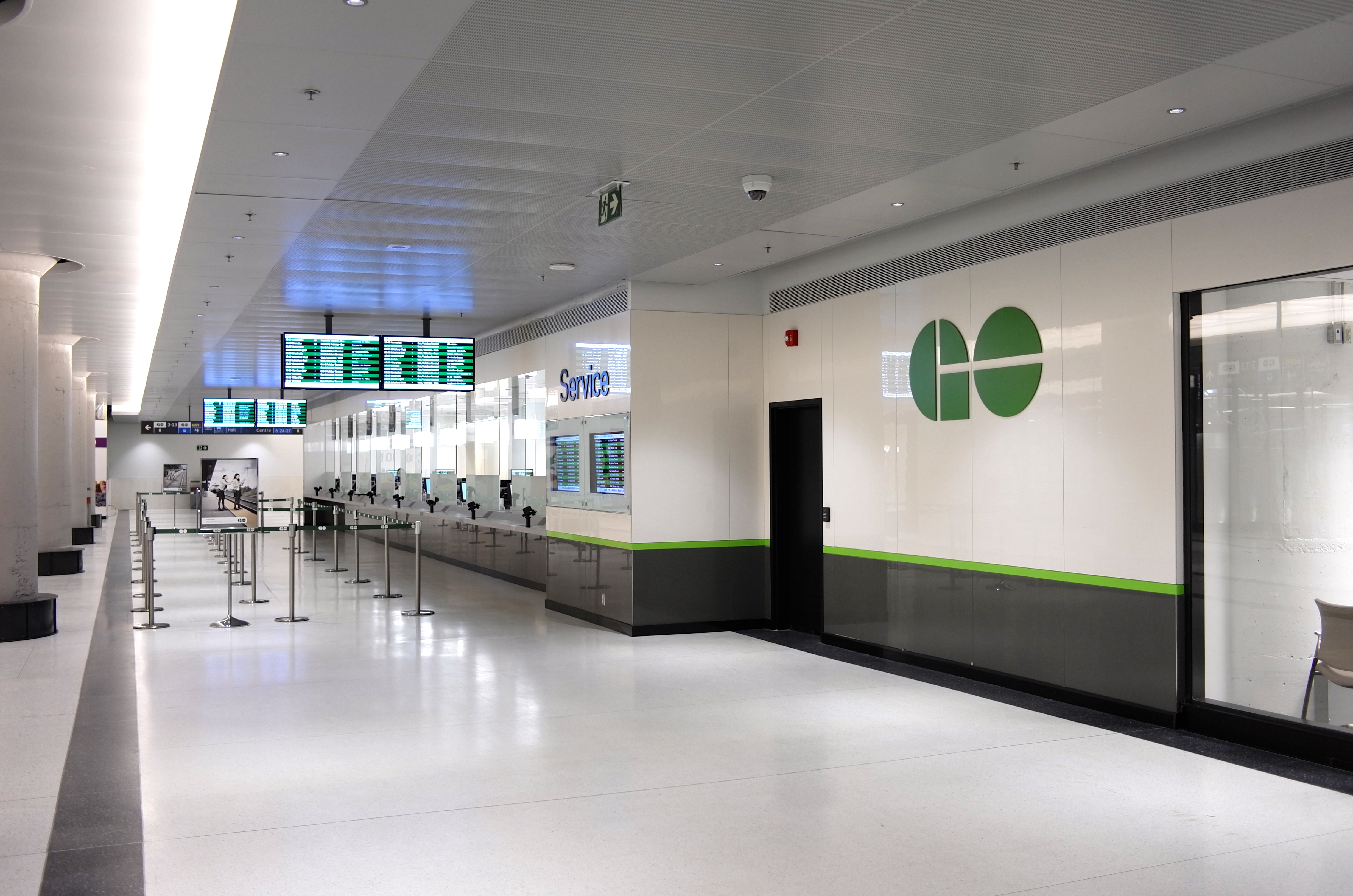
Les correspondances avec les services de GO Transit sont accessibles par le hall York

Les passagers peuvent accéder aux services de GO Transit grâce au hall York de 62 000 pieds carrés (5 760 m2), qui a été ouvert le 27 avril 2015, à l'ouest du Grand Hall. Ce nouveau hall est venu compléter le hall York Sud qui donnait accès aux quais 24 à 27,. Les halls York et York Sud sont reliées au York East Teamway, ainsi qu'à l'entrée d'un tunnel PATH qui traverse Front Street, entre York Street et University Avenue. Le York West Teamway est relié à la gare Union par le Skywalk.
Historiquement, le hall Bay, d'une superficie de 40 000 pieds carrés (3 716 m2), a été le centre des opérations de GO Transit pendant près de 40 ans,. Le hall Bay a été fermé le 16 août 2015 pour rénovation, et a rouvert le 27 juillet 2021. Le hall comprend 72 écrans de départ, 30 valideurs de la carte Presto, 7 distributeurs automatiques de billets et 6 machines de recharge de la carte Presto en libre-service. Les halls Bay et York donnent tous deux accès aux quais des trains GO.
Le Bay West Teamway permet d'accéder aux quais 4 à 13 et au hall Bay Sud. Le Bay East Teamway permet d'accéder aux quais 4 à 13 directement depuis le terminus d'autobus de la gare Union.

### Quais
Les trains arrivent et partent des 23 quais (11 quais centraux et 1 quai latéral), au sud du Grand Hall. Le 11 mai 2009, les deux derniers quais ont été ouverts, les quais 24/25 entre les voies 12 et 13 et les quais 26/27 entre les voies 13 et 14, du côté sud des quais. En juillet 2022, Metrolinx faisait démolir les quais 24 à 27 et leurs trois voies du côté sud de la gare afin de les remplacer par deux nouvelles voies et deux nouveaux quais plus largers pour augmenter la sécurité et la capacité.
Les quais ont été conçus par A. R. Ketterson et construits entre 1929 et 1930. Il s'agit d'une variante des quais du style Bush, inventée par Lincoln Bush. La reconstruction des quais a commencé en janvier 2010. Les côtés est et ouest du hangar, totalisant environ 320 000 pieds carrés (29 729 m2), ont été rénovés et restaurés avec l'aide de Parcs Canada afin de préserver son caractère patrimonial. Cette rénovation prévoyait l'installation d'un toit vert pour réduire l'effet d'îlot de chaleur urbain et le ruissellement des eaux de pluie. Toutefois, le projet ayant pris près de huit dans de retard et dépassé plusieurs fois le budget, la logistique de l'arrosage des plantes entrant en conflit avec le câblage aérien prévu pour l'électrification, l'ajout d'un toit vert a été annulé. La partie centrale des quais d'origine, d'une superficie totale de 320 000 pieds carrés, a été supprimée et remplacée par un atrium de verre. La structure flotte au-dessus des voies et permet à la lumière de pénétrer les quais.

Le quai 3 est le quai le plus au nord de la gare Union et est le seul quai de la gare à ne desservir qu'une seule voie. Il a été rouvert au service le 10 janvier 2022, après une rénovation de ses caractéristiques patrimoniales. Permettant un toit plus bas et plus léger à l'époque de la vapeur, les évents de fumée au-dessus des voies 1 et 2 sont un élément patrimonial préservé du quai 3, ce qui ont été restaurés. Les colonnes décoratives en fonte le long du quai ont été restaurées et réinstallés. D'autres rénovations structurelles ont été effectuées sur toute la longueur du quai. Une fois la tour nord du CIBC Square achevée, l'accès par escalier et par ascenseur sera rétabli entre le quai 3 et le Bay East Teamway.
Les 23 quais sont numérotés de 3 à 27, mais il n'y a pas de quai 1, 2, 23 ou 24. Les quais ont été renumérotés en 2008 au profit du personnel d'exploitation afin d'établir une corrélation entre les numéros de quai et les numéros de voie. Avant la numérotation, les numéros de quais avaient un suffixe A ou B, qui s'avérait être source de confusion pour les clients et le personnel d'exploitation. Les voies et les quais sont numérotés du nord au sud, la voie 1 étant située à côté du quai 3, du côté nord des quais. Un quai central se situe entre toutes les paires de voies sauf entre les voies 1 et 2 et les voies 11 et 12. Les quais impairs se trouvent du côté nord d'une voie, et les quais pairs se trouvent du côté sud d'une voie. Il existe une formule permettant de calculer le numéro du quai en fonction du numéro de la voie, à l'exception de la voie 1 :
- Le numéro du quai situé du côté sud d'une voie est égal à deux fois le numéro de la voie.
- Le numéro du quai du côté nord d'une voie est égal à deux fois le numéro de la voie moins un sauf pour la voie 1, dont le numéro du quai est fixé à 3, au lieu de 1.

### Aile ouest et SkyWalk
L'aile ouest de la gare Union se trouve à l'ouest du Grand Hall. Metrolinx a son siège dans l'aile ouest, au 97 Front Street,. En face de ces bureaux se trouve un centre d'information touristique qui fournit des cartes, des guides touristiques, des brochures et des spécialistes du tourisme pour aider les visiteurs de la ville.
Un passage connu sous le nom de SkyWalk se poursuit à l'ouest de l'aile ouest, au-dessus de York Street. Le SkyWalk est considéré comme faisant partie du réseau PATH, et relie la gare à la Tour CN et au Centre Rogers. L'aile ouest est également l'emplacement du quai de l'Union Pearson Express.

## Histoire

### Gares précédentes

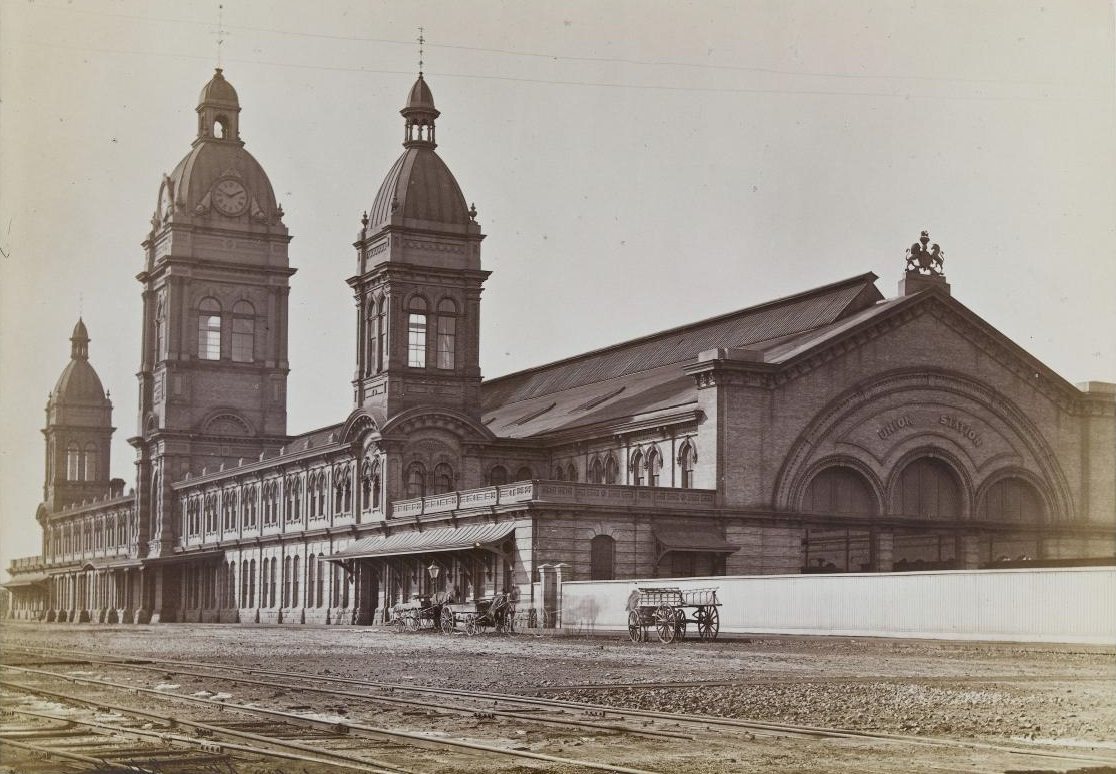
La deuxième gare Union de Toronto, plusieurs années après son ouverture en 1878

L'histoire de la gare Union remonte à 1858, lorsque le chemin de fer Grand Tronc a ouvert la première gare Union de Toronto à l'ouest de l'actuelle gare Union. La structure en bois était partagée avec le Northern Railway et le Great Western Railway. Cette structure a été remplacée par une deuxième gare Union sur le même site, ouverte en 1873. Le chemin de fer Canadien Pacifique a commencé à utiliser l'installation en 1884 et elle a été complètement reconstruite, ouvrant en 1896.
Le grand incendie de Toronto de 1904 a détruit le bloc situé au sud de Front Street West, immédiatement à l'est de la deuxième gare Union (délimitée par Bay Street et York Street), mais n'a pas endommagé la gare. Le Grand Tronc a acquis ce terrain à l'est de la deuxième gare Union pour y construire une nouvelle gare et, en 1905, le Grand Tronc et le Canadien Pacifique ont procédé à la conception et à la construction d'une troisième gare Union.

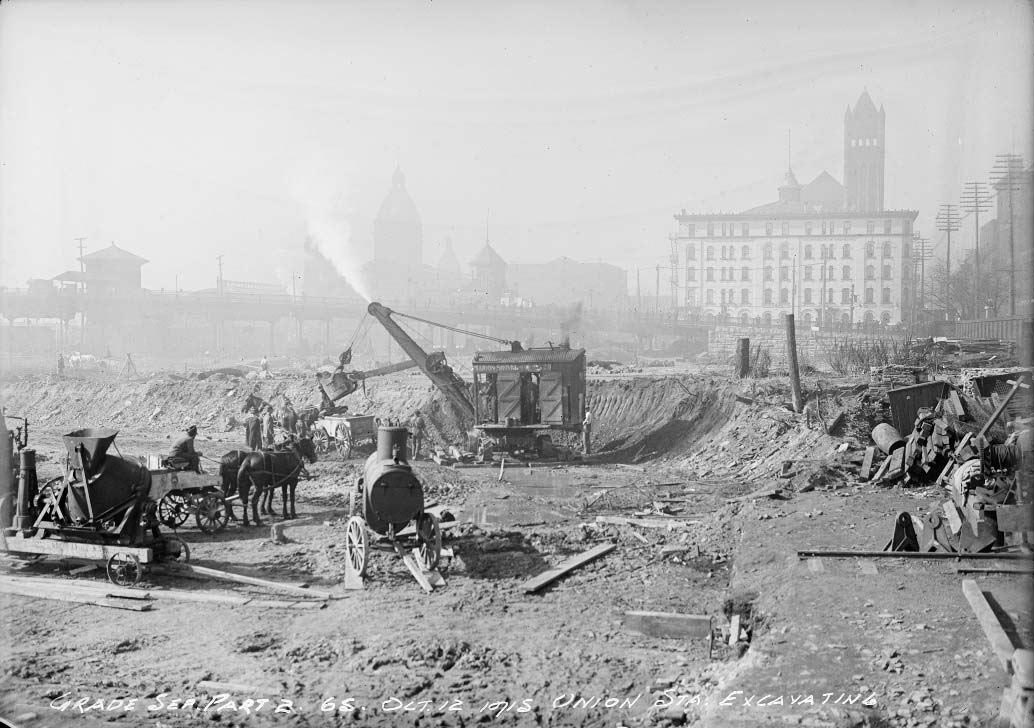
Le creusage pour la troisième gare Union en 1915, avec la deuxième en arrière-plan

La décision d'entreprendre la construction de la troisième gare commune a été prise dans un contexte de changements importants dans l'industrie ferroviaire canadienne. Au même moment, le gouvernement du Canada encourageait le Grand Tronc à construire un deuxième chemin de fer transcontinental (ce qui allait devenir le chemin de fer Grand Tronc Pacifique et le chemin de fer National Transcontinental) et le Canadian Northern Railway entreprenait une expansion agressive à travers les prairies et dans le sud de l'Ontario.

### Construction
Le 13 juillet 1906, le Toronto Terminals Railway (TTR) a été constituée en société pour « construire, fournir, entretenir et exploiter dans la ville de Toronto une gare commune de passagers ». Le TTR était devenu conjointement par le Grand Tronc et le Canadien Pacifique, qui détenait chacun 50 % des actions. Le TTR a supervisé la construction de la nouvelle gare qui a commencé en 1914 et s'est poursuivie jusqu'en 1920, après avoir subi des retards importants dus à la pénurie de matériaux de construction et de travailleurs en raison de la Première Guerre mondiale, ainsi qu'à la détérioration de la situation financière du Grand Tronc due à son projet malheureux de chemin de fer transcontinental Grand Tronc Pacifique. 
La construction qui en a résulté a vu l'élimination de Lorne Street, située entre Simcoe et Bay, de Front à Esplanade, les voies menant à l'ouest de la nouvelle gare étant désormais en place.
Bien que le bâtiment principal de la nouvelle gare et les ailes est et ouest des bureaux (le bâtiment de la gare visible depuis Front Street West) aient été achevés en 1920, la gare n'a pas été ouverte au public avant sept ans, jusqu'à ce que le système de voies d'accès soit conçu et mis en œuvre par le TTR et ses propriétaires. Pendant ce temps, en 1923, le Grand Tronc, en faillite, a été entièrement nationalisé par le gouvernement du Canada et a fusionné avec le Canadien National, qui a assumé la participation de 50 % du Grand Tronc dans le TTR et donc la troisième gare Union.

### Ouverture et poursuite des travaux

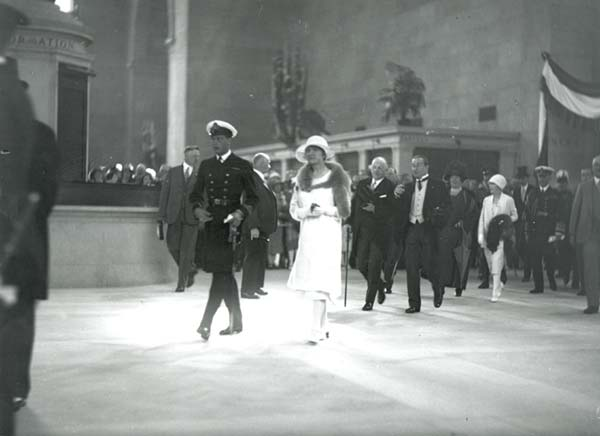
Le prince George lors de l'inauguration de la gare Union par son frère, le prince Édouard, prince de Galles, le 6 août 1927

Bien que la gare soit incomplète, sa construction est terminée et la gare est inaugurée par le prince Édouard, prince de Galles, le 6 août 1927, lors d'une cérémonie de coupure du ruban, à l'aide d'une paire de ciseaux en or. Le prince George, le lieutenant-gouverneur de l'Ontario William Donald Ross, son épouse, le premier ministre du Canada William Lyon Mackenzie King, le premier ministre du Royaume-Uni Stanley Baldwin, son épouse, le premier ministre de l'Ontario Howard Ferguson et d'autres membres des gouvernements de l'Ontario et du Canada étaient présents. Le prince Édouard est la première personne à descendre du train à la gare Union. Un chœur mixte composé de solistes des églises de la ville a chanté l'hymne royal « God Save the King », alors que le groupe royal traversait le hall. Une fois dans le Grand Hall, le prince de Galles a lancé une boutade, « vous construisez vos gares comme nous construisons nos cathédrales ». Il a ensuite été escorté jusqu'à un guichet du Canadien National situé à proximité et s'est vu remettre le premier billet émis à la gare, un billet « valable à tout moment » et « entre toutes les gares ». Il se rend au guichet du Canadien Pacifique, où on lui remet un billet de première classe de Toronto à High River, en Alberta, où se trouve son ranch. Prince George reçoit des billets similaires.
Quatre jours plus tard, le réseau de voies a été déplacé de la deuxième gare Union. Pour accéder aux trains, les passagers devaient marcher depuis les portes sud jusqu'aux voies situées à plusieurs centaines de mètres au sud, pendant que le nouveau viaduc, le hall et les quais étaient en construction. La démolition de la deuxième gare Union a commencé presque immédiatement et s'est achevée en 1928. Le projet de la troisième gare Union n'a pas été entièrement achevé avant 1930, lorsque les quais ont été terminés. Sa construction a été supervisée par le TTR de 1925 à 1930.
Le TTR a également construit une centrale de chauffage à l'angle de York Street et de Fleet Street (aujourd'hui Lake Shore Boulevard West) pour remplacer la centrale originale de Toronto Hydro sur Scott Street qui avait été expropriée par le TTR pour construire le viaduc de la voie d'accès à la nouvelle gare. Elle était alimentée par du charbon livré par une voie d'évitement du CN et était la plus grande installation de ce type au Canada lors de son ouverture en 1929. Elle produisait 150 000 kilogrammes de vapeur à l'heure et 270 000 000 killogrammes par an pour chauffer la gare, les wagons de passagers aux quais, les gares de triage du CN et du CP dans le secteur occupé aujourd'hui par la Gardiner Expressway, le Centre Rogers et le Scotiabank Arena, l'hôtel Royal York du CP, l'édifice public Dominion, l'édifice du bureau de poste fédéral adjacent à la gare, et l'édifice des télécommunications du CN et du CP sur Front Street.

### Connexion au métro

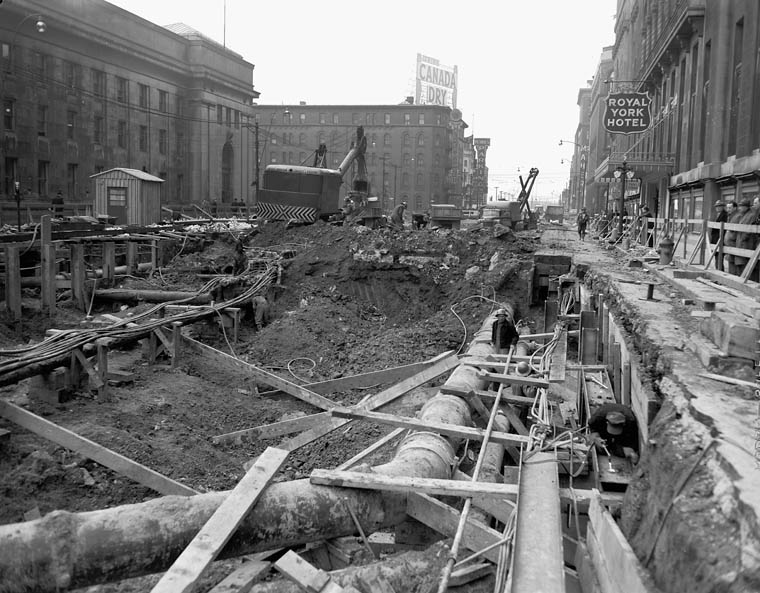
Creusement à l'extérieur de la gare Union sur Front Street en 1950 pour une ligne de métro

Le premier changement majeur apporté à la gare Union a eu lieu en 1954, lorsque la Commission de transport de Toronto (TTC) a ouvert la station de métro Union, adjacente à la gare Union mais enfouie sous Front Street. Cette station de métro servait de terminus sud de sa nouvelle ligne de métro. La station de métro comprenait une connexion directe par tunnel au niveau inférieur du hall des passagers. Ce passage a été fermé et remplacé par la connexion directe entre la gare ferroviaire et la station de métro en 1979 lorsque la mezzanine de la station a été rénovée et agrandie. En 1990, le projet du tramway Harbourfront de la TTC a ajouté une boucle souterraine de tramway, qui est maintenant utilisée par les lignes 509 Harbourfront et 510 Spadina. Les passagers de la TTC qui utilisent la station de métro et de tramway peuvent correspondre d'un mode à l'autre sans entrer dans la gare proprement dite.

### Proposition de réaménagement du centre métro
Au début des années 1970, les deux principaux chemins de fer de passagers du Canada, le CP et le CN, réduisaient leurs services au strict minimum prescrit par la Commission canadienne des transports, en grande partie à cause des pertes insoutenables causées par la concurrence accrue des nouvelles autoroutes à quatre voies et des aéroports subventionnés.

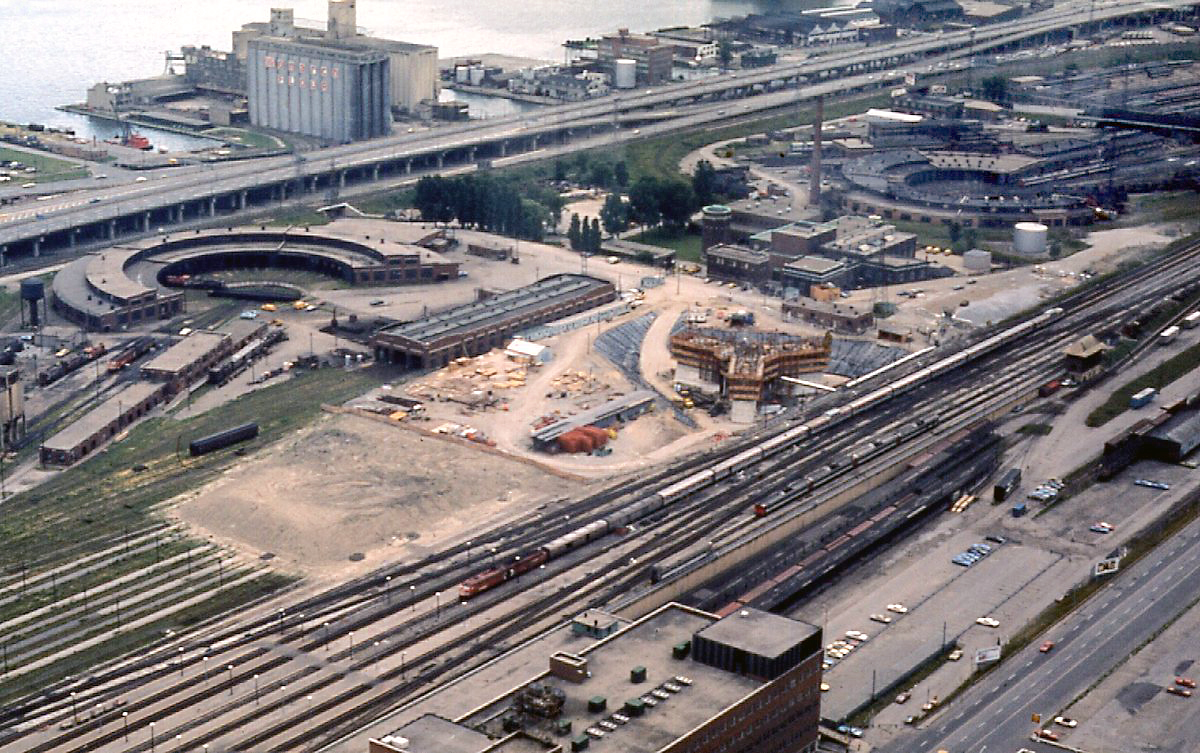
Construction de la Tour CN en 1973. Des plans de réaménagement des terrains ferroviaires font surface, le trafic de marchandises étant détourné à l'extérieur du centre-ville.

L'avenir de la troisième gare Union s'est assombri en 1972, lorsque les deux compagnies ferroviaires ont cherché à accroître le rendement de leurs gares de triage sous-utilisées situées au bord du lac, qui étaient considérées comme des biens immobiliers de valeur. Le CN et le CP ont commencé à abandonner leurs vastes gares de triage au sud de la gare de voyageurs pour faire place au réaménagement urbain. La Gardiner Expressway a été construite sur une partie de la propriété ferroviaire et le CN avait proposé de construire une tour de télécommunication (ce qui deviendrait la tour CN plus tard dans la décennie).
Le CN et le CP ont proposé un projet de développement d'un centre métro sur le site de la gare Union et ont proposé de démolir la structure (qui coûtait de plus en plus cher en impôts fonciers mais ne rapportait pas de revenus). Le projet de développement du centre métro ressemblait étrangement à celui de la Penn Station de New York et aurait consisté en une quatrième gare Union souterraine (les voies du terminus seraient enterrées), un palais des congrès, une tour de télécommunications, ainsi que des bureaux et des commerces complémentaires. L'opposition locale à cette proposition a réussi à faire annuler la décision du conseil municipal de soutenir le développement et à sauver la gare Union.
Bien qu'elle ait été convertie du charbon au gaz naturel, la centrale de chauffage construite en 1929 a été mise hors service dans les années 1980, et démolie en 1990. Elle est maintenant le site des tours à condos The Ice.
En 1978, le CN et le CP ont transféré la responsabilité de leurs services ferroviaires voyageurs à Via Rail, une nouvelle société de la couronne. Toutefois, le CN et le CP ont conservé leurs parts de 50% dans le TTR.

### Croissance et développement du bord du lac

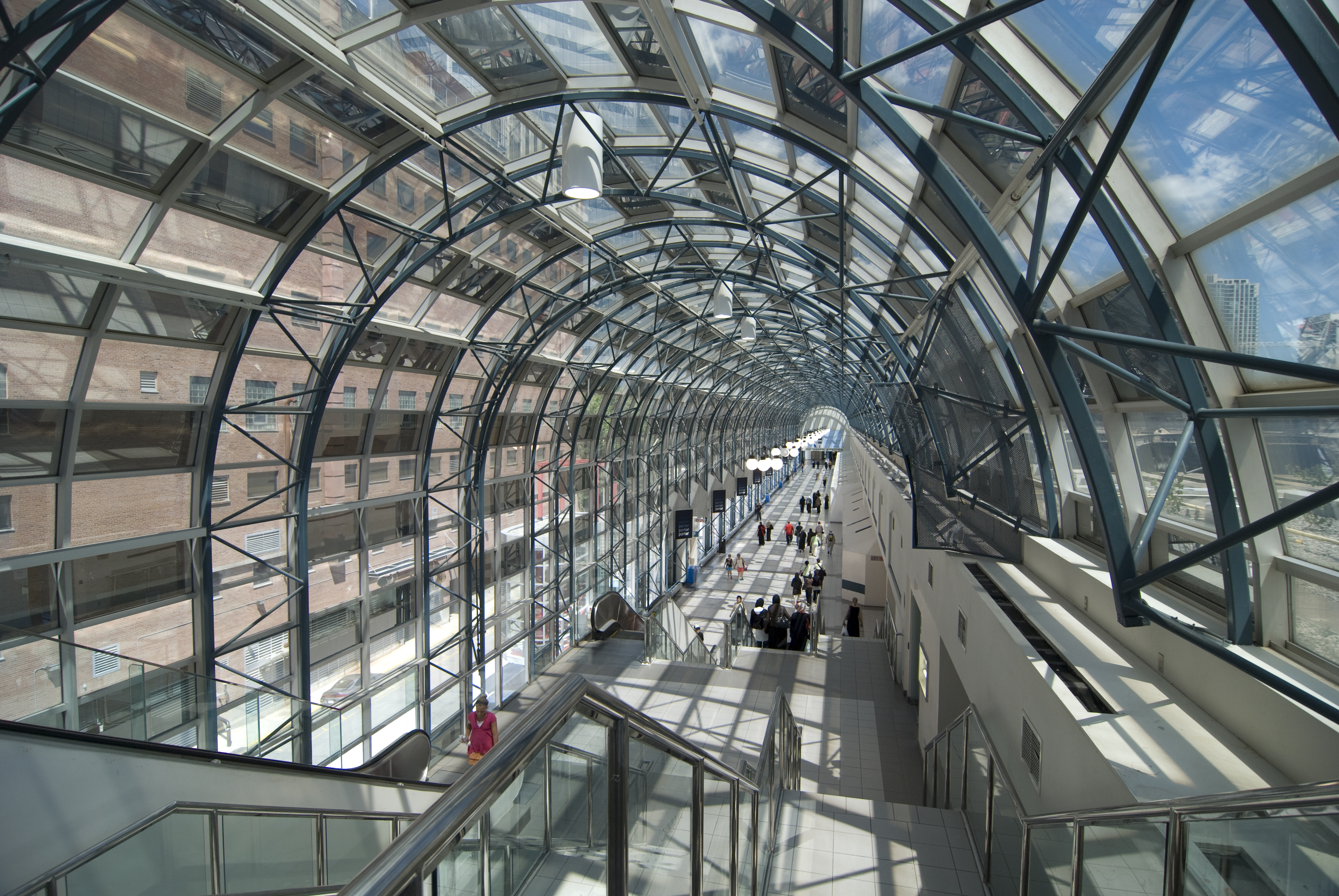
Le SkyWalk a été construit au-dessus des voies ferrées de la gare Union afin de relier le Palais des congrès du Toronto métropolitain et le Centre Rogers au reste du réseau souterrain pédestre PATH.

L'organisme de transport régional GO Transit, créé le 23 mai 1967, connaissait une expansion sans précédent qui faisait que la gare Union enregistrait un nombre de passagers supérieur à celui de certains des aéroports les plus fréquentés du monde.
La tour CN avait modifié la vision des voies ferrées du bord du lac de Toronto et des propositions ont été faites pour construire ce qui deviendrait plus tard le SkyDome (1989) et l'Air Canada Centre (1999), ce qui a entraîné d'autres modifications des voies de la gare Union. Le réseau souterrain PATH a été construit pour relier les passagers de la gare Union à de nombreuses tours de bureaux du centre-ville et le SkyWalk a été construit au-dessus des voies pour relier le réseau PATH au Palais des congrès du Toronto métropolitain et au Centre Rogers.

### Revitalisation du 21e siècle

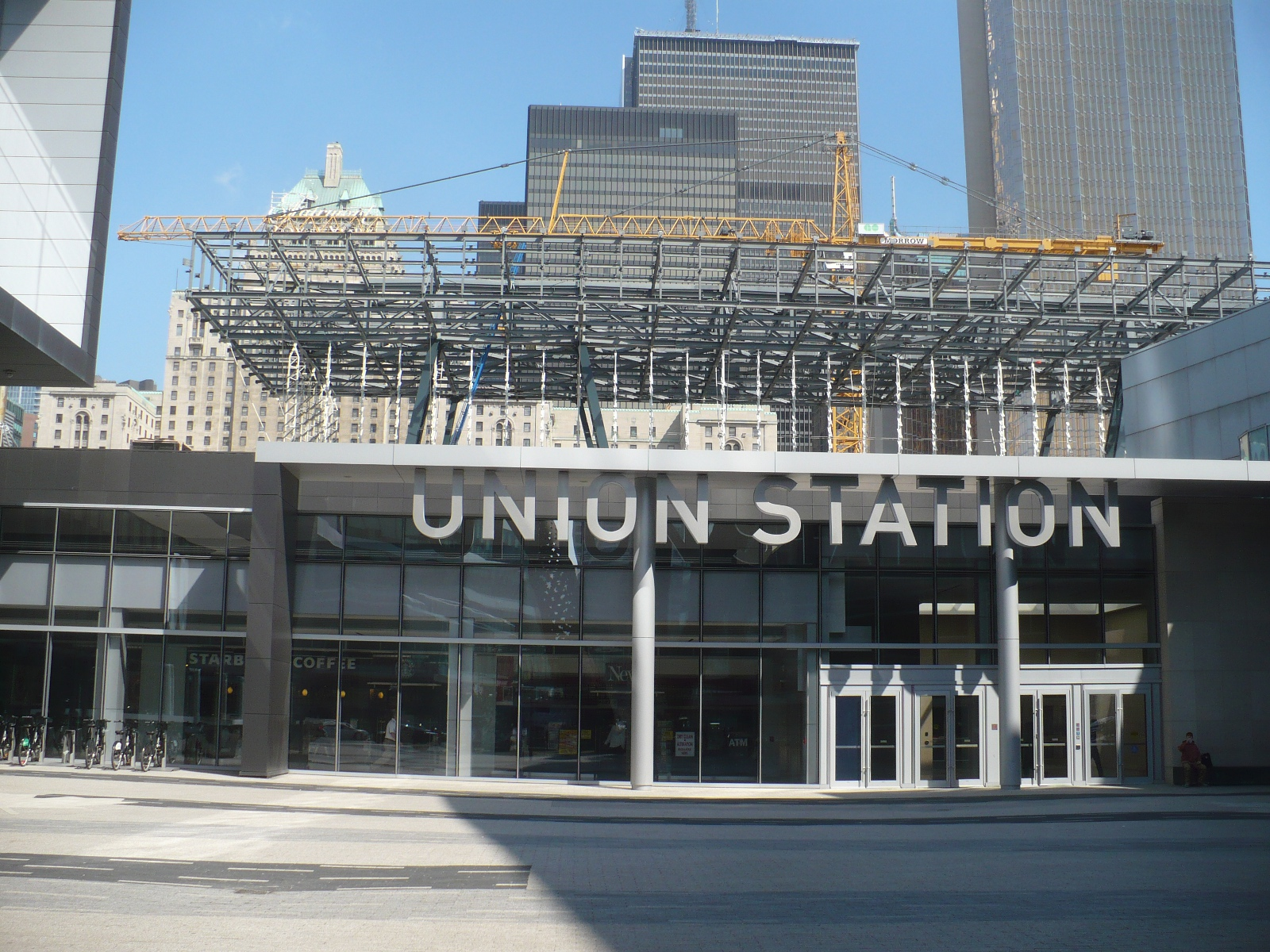
L'entrée sud de la gare Union a été ouverte en 2010. Les rénovations des quais sont visibles à l'arrière-plan.

En 2000, la ville de Toronto a acheté le bâtiment de la gare du TTR, tandis que GO Transit a acheté le corridor ferroviaire et les quais de la gare. Le 24 juillet 2003, la ville de Toronto a accepté de louer la gare Union au groupe Union Pearson AirLink, une filiale de SNC-Lavalin, pour une durée de 100 ans.
Une annonce ultérieure, le 24 mai 2006, a abordé plusieurs problèmes pour les usagers, notamment la construction d'une connexion directe entre le hall GO et le réseau PATH, un nouveau quai en direction de Finch pour la station de métro, un accès amélioré aux tramways à la station de métro et une capacité améliorée pour les passagers des trains interurbains. Ces développements faisaient partie d'une initiative de 100 millions de dollars annoncées par la ville et ses autorités de transport, ainsi que les gouvernements provincial et fédéral. Le 5 août 2009, le conseil municipal de Toronto a approuvé une mise à jour de ce plan, dont le coût était estimé à 640 millions de dollars et dont la construction s'étendrait de 2010 à 2014. Une grande partie des travaux a été entreprise ou gérée par Carillion.

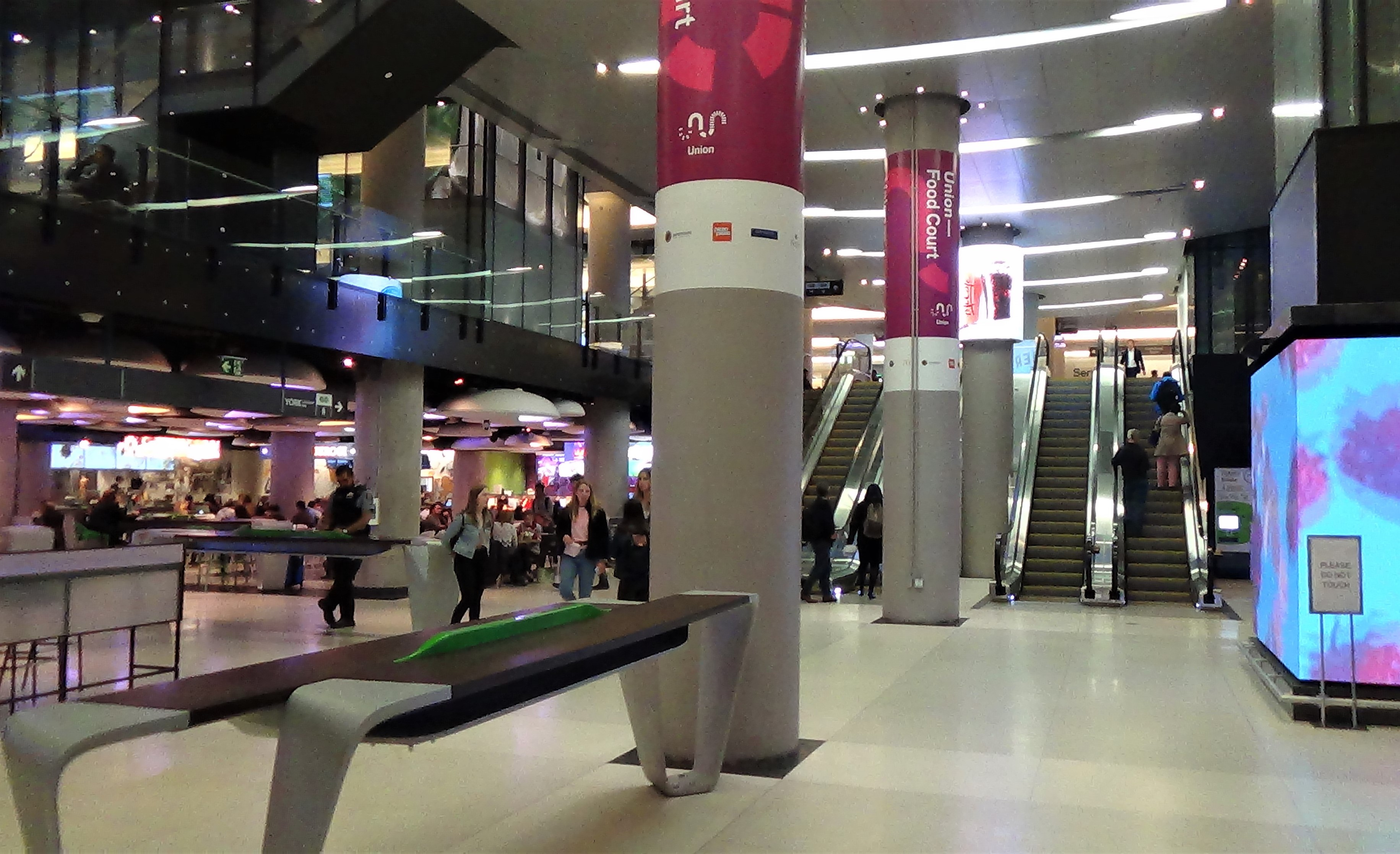
La foire alimentaire de la gare Union, la première phase du niveau commercial inférieur, a été ouverte en janvier 2019.

Les travaux ont également consisté en une refonte complète des halls de GO, en les approfondissant pour créer deux étages d'espace. Le niveau inférieur (dont la section de la foire alimentaire a ouvert en janvier 2019) offre des espaces de vente au détail et de l'espace pour la circulation des piétons, et l'étage supérieur dédie à la circulation des passagers sur les quais. Cela permet non seulement d'agrandir l'actuel hall GO à l'est du bâtiment, mais aussi d'ouvrir davantage le côté ouest. La présence de GO Transit dans le bâtiment a presque quadruplé. Les autrs points esthétiques comprennent des toits en verre au-dessus des douves entourant les côtés nord du bâtiment et un grand atrium au-dessus des parties centrales des quais. Une nouvelle entrée sud, adjacente au Scotiabank Arena, a été ouverte en 2010,.
Les budgets fédéral et provincial en 2009 prévoyaient un financement pour aider GO, Via et la ville à réaménager et à restaurer la gare. La voie ferrée a été améliorée avec de meilleurs signaux et des dispositifs de déneigement pour réduire les retards hivernaux dans la circulation des trains.
En 2016, on s'est rendu compte que le toit rénové des quais était trop bas pour permettre l'électrification. Le toit est considéré comme un élément patrimonial et ne peut être supprimé. Les solutions envisagées étaient de surélever le toit, ou d'abaisser le niveau de la voie.
Début 2018, le coût était passé de 640 millions de dollars à une estimation de 823,5 millions de dollars. Les travaux qui devaient être terminés en 2015 ont été projetés à la fin de 2018, et à la fin de 2018, révisés à 2019. En 2019, il a été annoncé que la portion des travaux de la ville serait achevée en 2019, mais que Metrolinx devrait ensuite commencer ses travaux, avec une date d'achèvement prévue en 2020.
En février 2019, des accusations ont été portées par le Service d'incendie de Toronto contre l'entrepreneur Bondfield Construction et la ville pour un problème de débordement où des portes avaient été bloquées. En mars 2019, il a été signalé que l'entrepreneur Bondfield Construction, basé à Vaughan, avait demandé la protection de la faillite en vertu de la Loi sur les arrangements avec les créanciers des compagnies.

### Reconnaissance du patrimoine
La gare Union a été désignée lieu historique national du Canada en 1975, et gare ferroviaire patrimoniale en 1989. En 1999, la gare Union a été intronisée à la Temple de la renommée des chemins de fer d'Amérique du Nord pour son importance dans l'histoire ferroviaire. La gare est reconnue comme faisant partie du district de conservation du patrimoine de la gare Union (désigné partie V) en vertu de la Loi sur le patrimoine de l'Ontario adoptée par le conseil municipal de Toronto le 27 juillet 2006.

## Service aux voyageurs

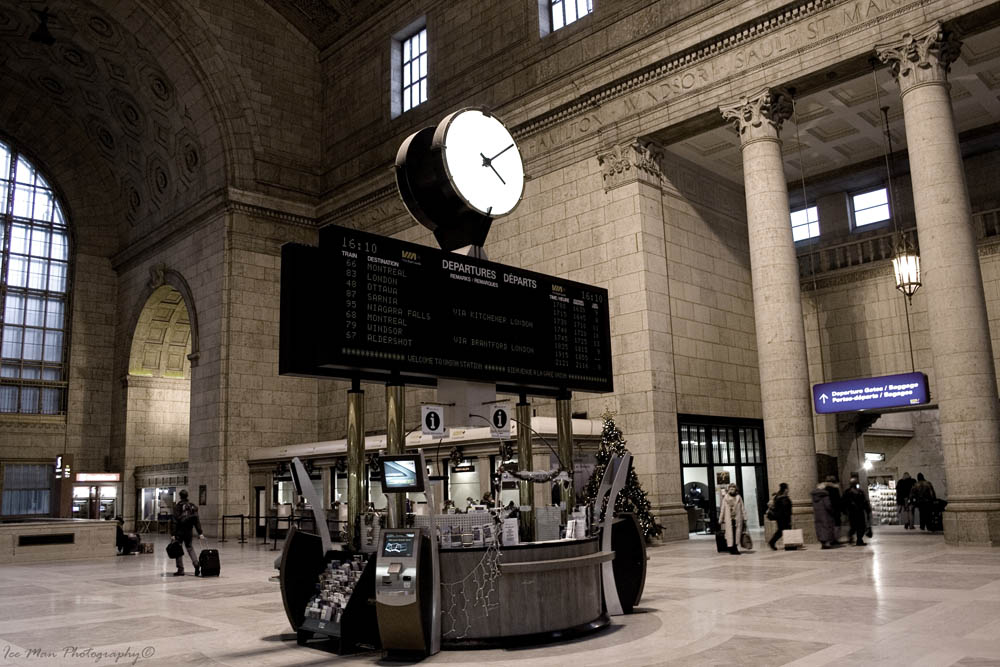
Horaire des services ferroviaires interurbains dans le Grand Hall

La gare Union est l'installation de transport public la plus fréquentée au Canada, toutes catégories confondues, y compris le transport aérien. Elle accueille 65 millions de passagers par an, avec une moyenne de 300 000 passagers par jour. Environ deux tiers de ces passagers sont des passagers du train ou de l'autobus GO, tandis que 20 autres millions prennent le métro. Les autres sont des voyageurs interurbains entre d'autres villes canadiennes et américaines.

### National
Toronto est la principale plaque tournante des trains de voyageurs au Canada. Par conséquent, la gare Union est de loin la gare la plus fréquentée et la plus utilisée de Via Rail. Chaque année, 2,4 millions de passagers de Via Rail passent par la gare Union, ce qui représente plus de la moitié de tous les passagers de Via Rail transportés dans l'ensemble du réseau. Cette forte utilisation est en partie due à la position de la gare Union au milieu du corridor ferroviaire le plus fréquenté du Canada, entre Québec et Windsor.

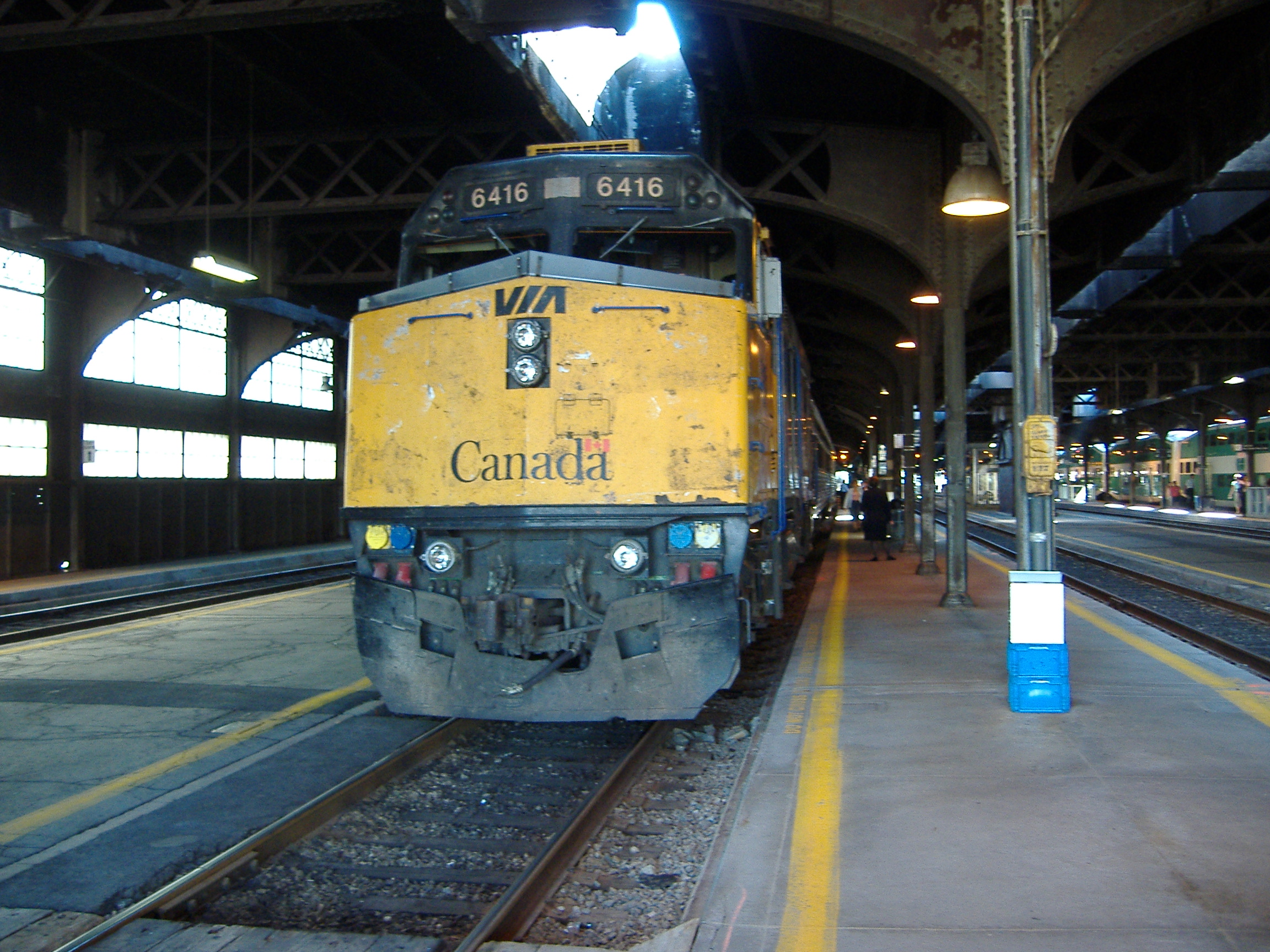
Un train de Via Rail attend dans la gare Union. La gare est l'installation la plus utilisée par Via Rail.

Les trains de Via Rail en direction ouest à partir de Toronto relient directement la plupart des grandes villes du sud-ouest de la province, notamment Kitchener, London, Sarnia et Windsor . Les trains en direction nord et en direction est desservent principalement le triangle Ottawa-Montréal-Toronto, très fréquenté. À Montréal, les passagers peuvent prendre des trains en direction de Québec, d'Halifax, de Jonquière, et de Senneterre.
La gare Union est également le terminus est du Canadien, le service transcontinental de Via Rail entre Toronto et Vancouver via Winnipeg, Saskatoon et Edmonton.

### International

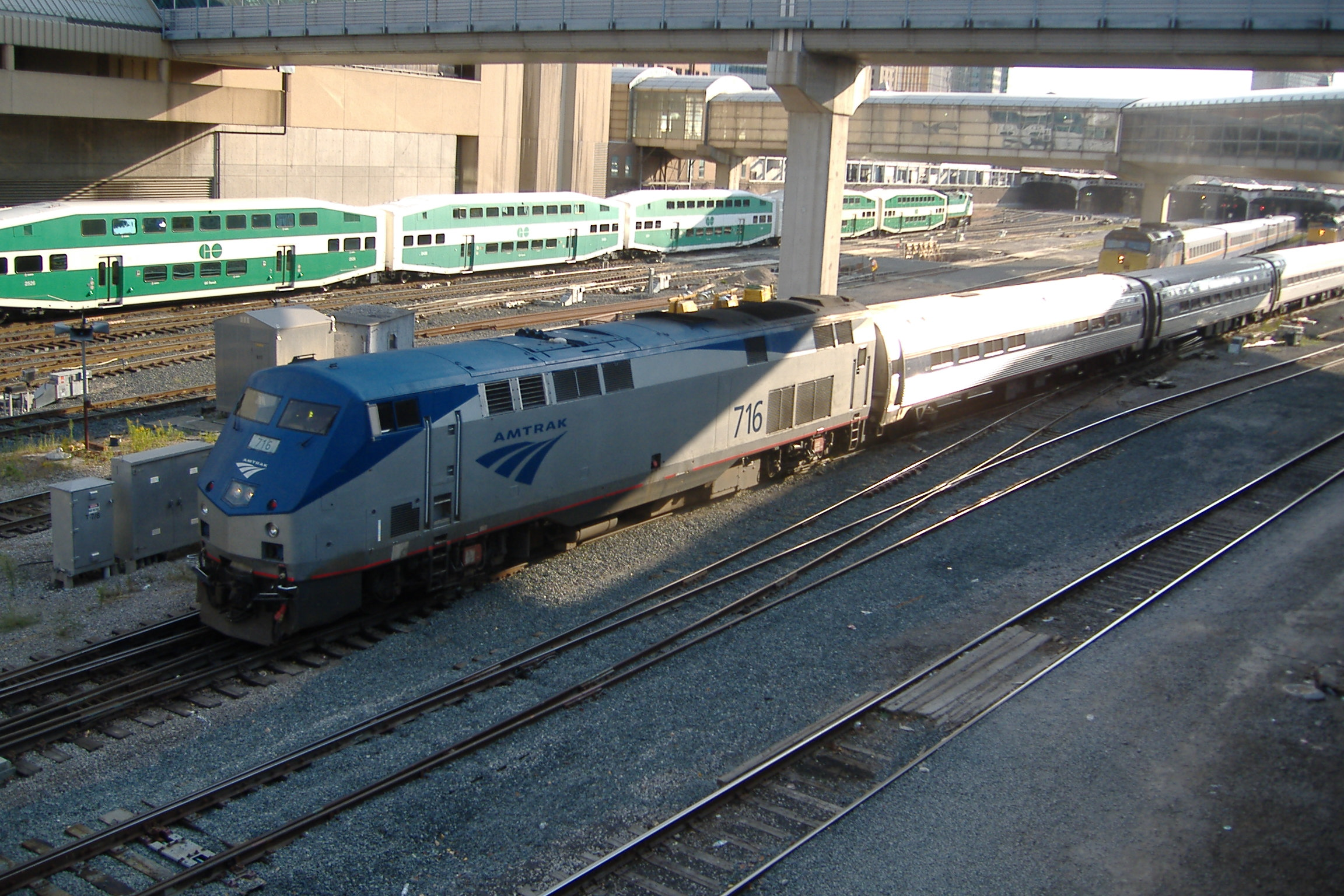
Le Maple Leaf au départ de la gare Union à destination de New York

En partenariat avec Via Rail, Amtrak exploite le train Maple Leaf entre Toronto et New York. Le train utilise une composition d'Amtrak mais est exploité par les équipes de Via Rail au nord des chutes du Niagara. Les autres grandes destinations américaines le long du trajet sont Buffalo, Rochester, Syracuse et Albany. 
Amtrak et Via Rail exploitaient auparavant le train International entre Toronto et Chicago via les postes frontaliers de Sarnia et de Port Huron, jusqu'à son élimination en 2004. Via Rail et Amtrak maintiennent tous deux un service le long de leur côté respectif de la frontière, mais les trains ne traversent pas la frontière.

### Provincial et banlieues

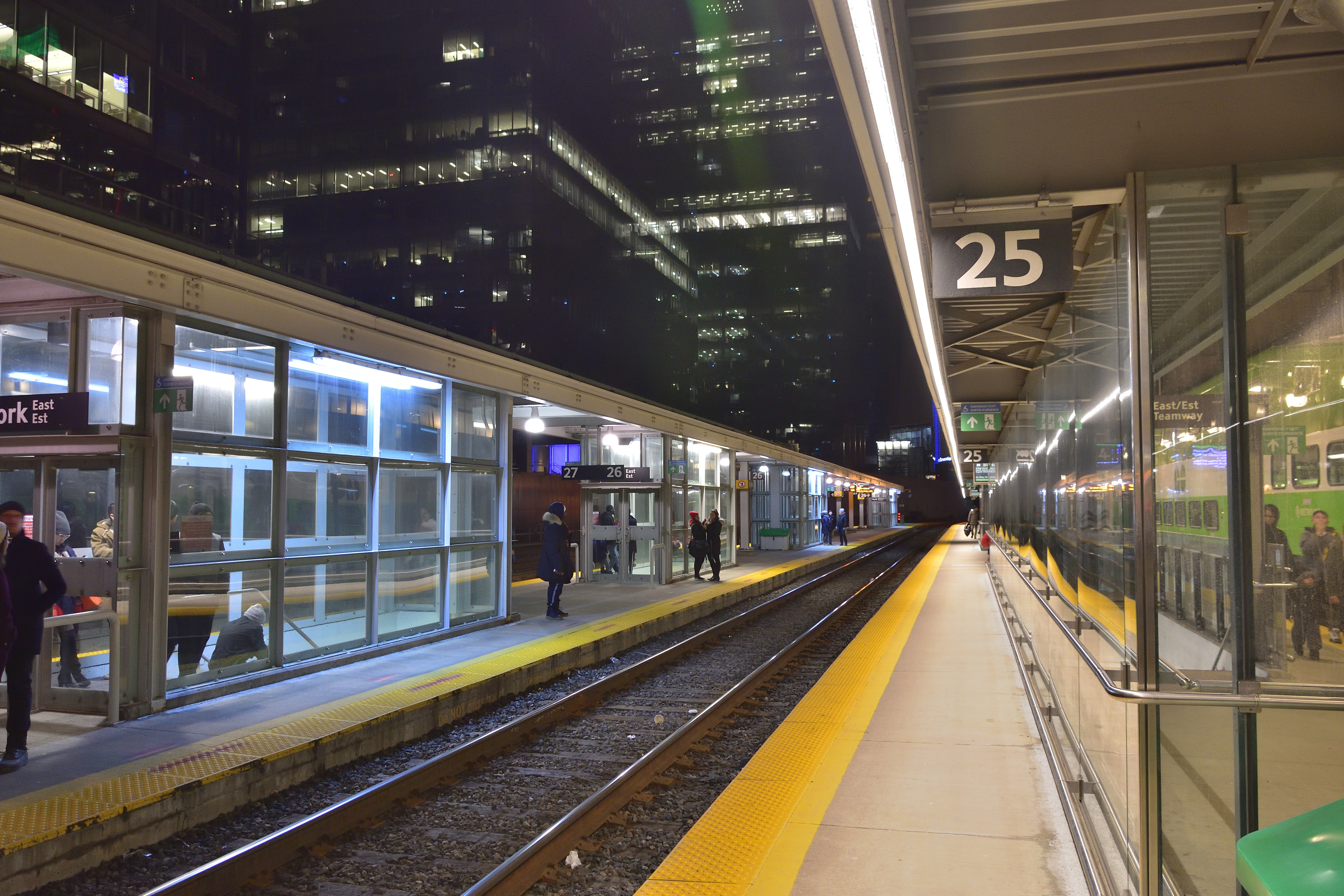
Le quai 25 est principalement utilisé par le service de train de banlieue de GO Transit.

La gare Union est le terminus central de GO Transit, qui accueille plus de 200 000 voyageurs par jour, principalement des usagers de toute la région du Grand Toronto.
- Ligne Barrie vers North York, Vaughan, King City, Aurora, Newmarket, East Gwillimbury, Bradford et Barrie
- Ligne Kitchener vers York, Etobicoke, Mississauga, Brampton, Georgetown, Acton, Guelph, Kitchener, Stratford, St. Marys et London
- Ligne Lakeshore East vers Scarborough, Pickering, Ajax, Whitby et Oshawa
- Ligne Lakeshore West vers Etobicoke, Mississauga, Oakville, Burlington, Hamilton, St. Catharines et Niagara Falls
- Ligne Milton vers Etobicoke, Mississauga et Milton
- Ligne Richmond Hill vers North York et Richmond Hill
- Ligne Stouffville vers Scarborough, Markham et Stouffville

Le terminus d'autobus de la gare Union est situé au CIBC Square (81 Bay Street), au sud de la gare. Le terminus dessert actuellement les autobus régionaux de GO Transit ainsi que les autocars interurbains de Megabus, FlixBus, Greyhound Lines, Red Arrow, TOK Coachlines, Ontario Northland et Rider Express.

### Intermodalité

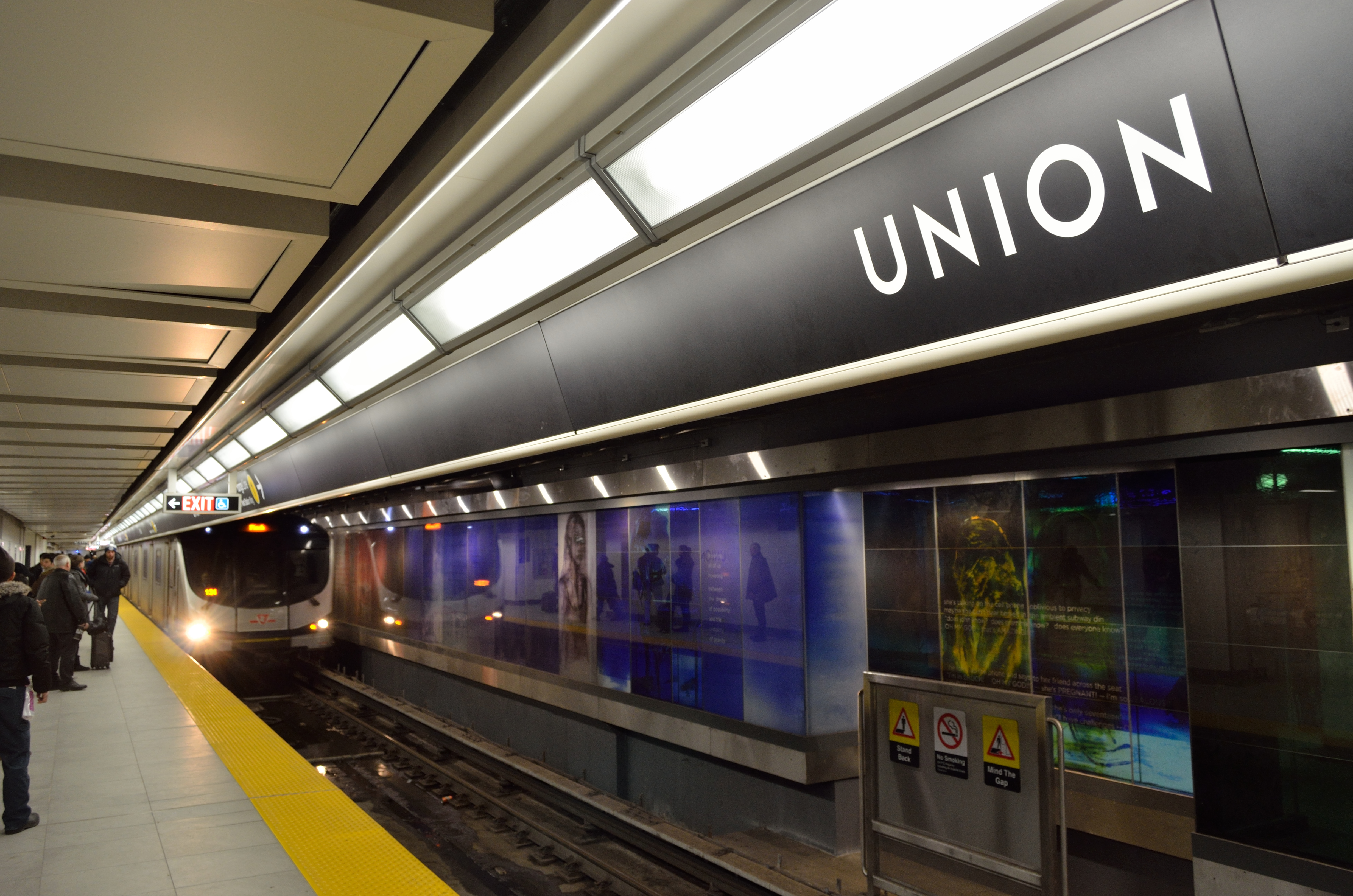
La gare comprend un accès au métro de Toronto.

La gare Union est reliée à la station de métro Union de la Commission de transport de Toronto (TTC), qui fait partie de la ligne 1 Yonge-University du métro de Toronto. Deux lignes de tramway de Toronto, la 509 Harbourfront et la 510 Spadina, sont également accessibles sous terre sans quitter la station de métro. Le quai des tramways ont été construits en 1989 et est distinct des quais des stations de métro construits en 1954. Au total, vingt millions de passagers de la TTC passent par cette station chaque année. La station a été rénovée et agrandie en 2015, avec un quai supplémentaire pour augmenter la capacité.
Les lignes de bus de la TTC 19 Bay, 72 Pape, 97 Yonge, 121 Esplanade—River, 202 Cherry Beach et la ligne de nuit 320 Yonge s'arrêtent aux arrêts extérieurs dans les rues.

### Liaison vers l'aéroport
Le 6 juin 2015, l'Union Pearson Express (UPX), un service de navette ferroviaire, a commencé à circuler entre la gare Union et l'aéroport international Pearson de Toronto, en s'arrêtant uniquement aux gares de Bloor et de Weston. L'ouverture de la ligne a permis à Metrolinx d'atteindre son objectif, annoncé en 2010, d'exploiter une liaison ferroviaire aéroportuaire depuis la gare Union à temps pour les Jeux panaméricains de 2015.

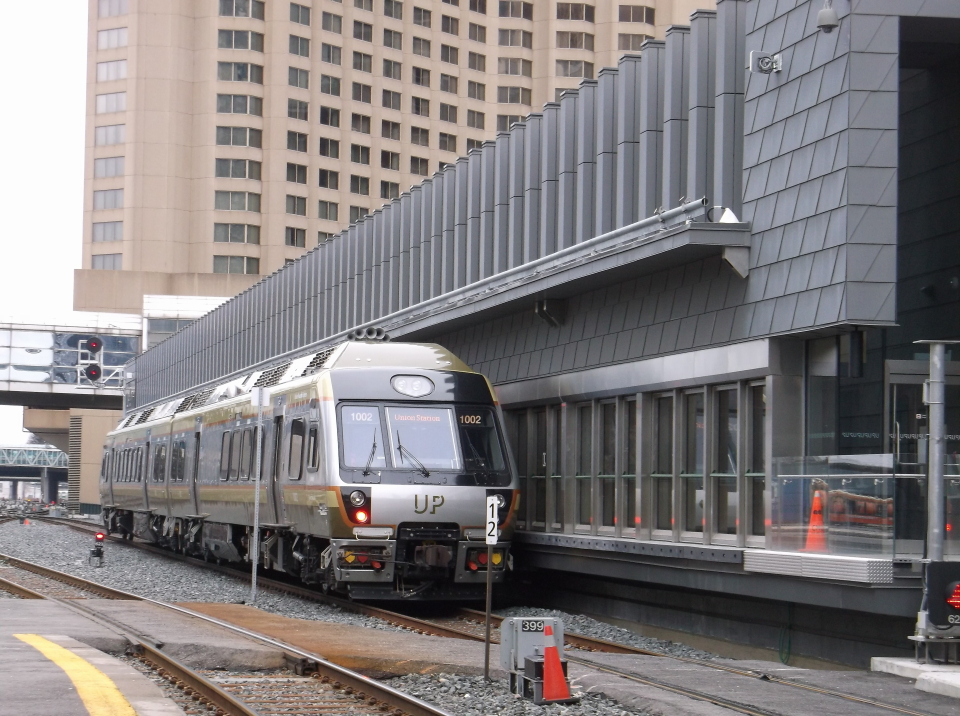
Quai de l'Union Pearson Express, situé à l'ouest du bâtiment principal de la gare

Les trains de cette ligne ne s'arrêtent pas aux quais réguliers utilisés par les trains GO et Via, mais utilisent un quai séparé à l'ouest du bâtiment principal de la gare, le long de l'atrium principal du SkyWalk, entre York Street et Lower Simcoe Street. Le quai d'UP Express est à 5 minutes à pieds de la station de métro.
Les trains partent de l'unique quai latéral de la gare toutes les 15 à 30 minutes. Les passagers montent directement aux trains à partir d'une zone d'attente fermée. Une paroi en verre avec des portes palières sépare les trains du quai et s'ouvre pour permettre aux passagers de monter en toute sécurité. Le sol de la salle est au même niveau que celui du train, ce qui permet un embarquement accessible.
Le hall d'UP Express dispose d'un comptoir de service à la clientèle, de distributeurs automatiques de billets et de bornes d'enregistrement des vols. Ces kiosques permettent l'enregistrement des vols d'Air Canada et de WestJet. Des comptoirs de café, des souvenirs et de la bière pression Mill Street Brewery se trouvent dans la salle d'attente.

### Anciennes opérations

#### Ontario Northland
- Northlander vers Gravenhurst, Huntsville, North Bay, Cobalt et Cochrane

Le Northlander a offert un service de train de voyageurs entre la gare Union et le nord-est de l'Ontario de 1976 à 2012. En mars 2012, le gouvernement de l'Ontario a annoncé son intention de mettre fin à ce service, et le dernier jour d'exploitation a eu lieu le 28 septembre 2012. Le 10 avril 2022, la province a investi 75 millions de dollars pour rétablir le service du train Northlander. Le 15 décembre 2022, l'Ontario a annoncé l'achat de trois nouvelles rames pour préparer le retour du train entre Toronto et Timmins.

#### Amtrak
- International vers Port Huron, Flint, Battle Creek, Niles et Chicago

L'International (connu jusqu'en 1983 sous le nom d'International Limited) a assuré un service de train de voyageurs entre Toronto et Chicago de 1982 à 2004, date à laquelle le service transfrontalier a été suspendu et remplacé par le service entre Toronto et Sarnia et le train Blue Water d'Amtrak entre Port Huron et Chicago. Le dernier jour d'exploitation a été le 23 avril 2004.